# 電療
電療法（英文：Electrotherapy）是將電能用作醫學治療。在醫學上，術語“電療”可用於多種治療，包括使用諸如腦深層刺激器之類的電子設備治療神經系統疾病。該術語還專門用於使用電流來加速傷口癒合。另外，術語“電療法”或“電磁療法”也已應用於一系列替代性醫療裝置和治療。

## 物理治療的電療法
- 經皮神經電刺激
- 神經肌肉電刺激
- 干擾波

## 外部連結
- Atlas of Electrotherapy （页面存档备份，存于） (PDF)
- Tim Watson's site （页面存档备份，存于）
- Electrotherapy of physiotherapy （页面存档备份，存于）